# Kümmerniskapelle (Burghausen)

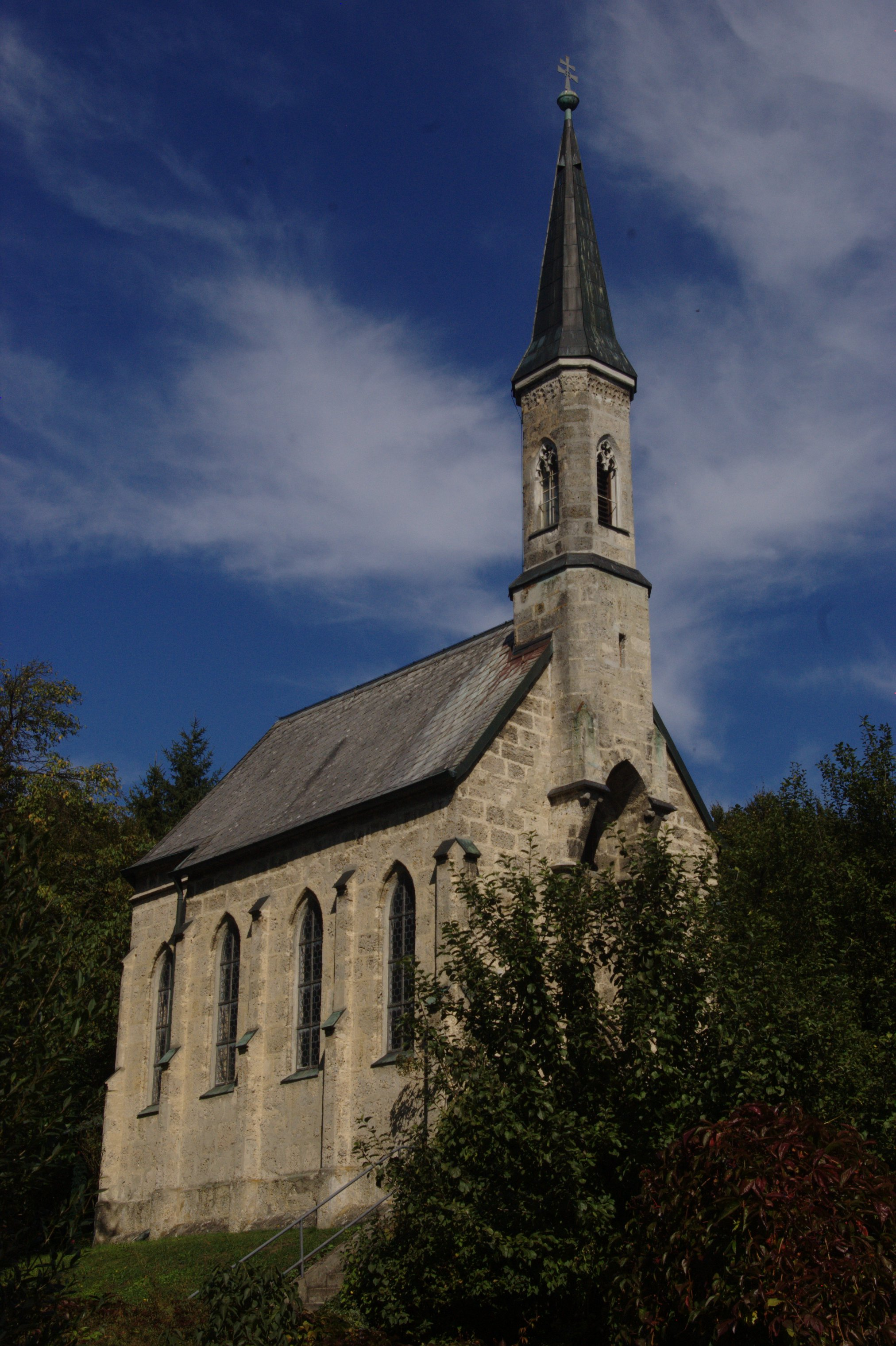
Kümmerniskapelle

Die Kümmerniskapelle ist ein neugotisches Baudenkmal am westlichen Ortsrand der oberbayrischen Stadt Burghausen.

## Geschichte
An der Stelle der heutigen Kapelle befand sich in der 2. Hälfte des 17. Jahrhunderts zwischen zwei Fichten ein Bild der hl. Kümmernis, einer fiktiven Volksheiligen. Die Bäuerin Maria Hechenberger ließ dort im Jahr 1693 eine Kapelle aus Holz errichten. Ihr Sohn Georg ersetzte diese 1704 durch ein gemauertes Bauwerk, welches im Zuge der Säkularisation 1803 abgerissen wurde, woran der sehr kirchenkritische Landrichter Franz Graf von Armansperg beteiligt war. Die heutige Kapelle wurde in den Jahren 1857 bis 1864 auf Initiative des Burghauser Landrichters Georg Wiesend erbaut, der damit auch die Taten seines umstrittenen Vorgängers wiedergutmachen wollte. 1963 wurde am Chor ein Vorbau angebracht. Die mit Kupferblech beschlagene Turmspitze wurde 1982 komplett wiederhergestellt. 1993 wurde das Eisengitter zwischen Langhaus und Chor in den originalen Farben erneuert.

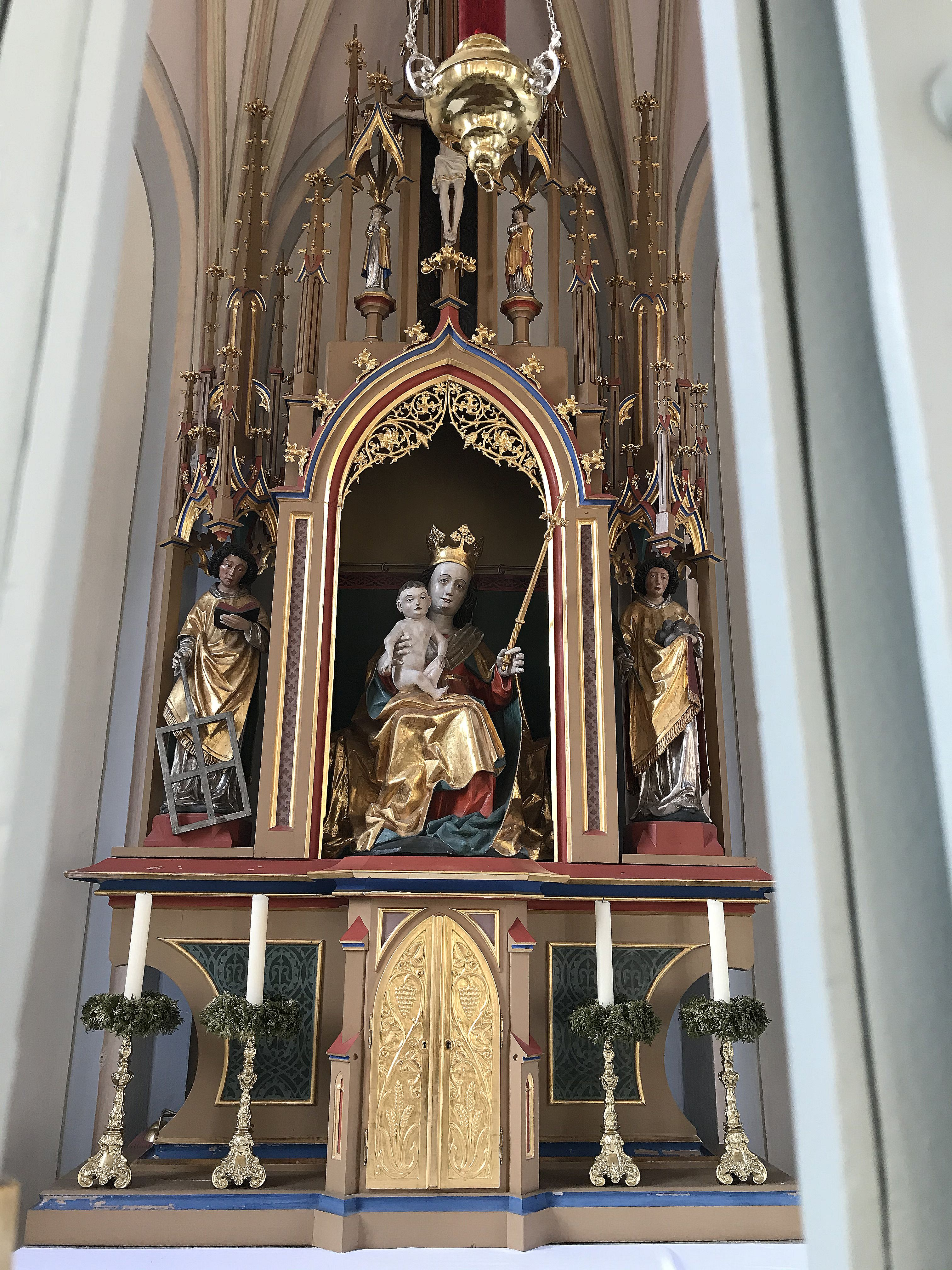
Altar, Maria mit Kind, um 1500

Seit 1871 findet jährlich die sogenannte Kümmerniswallfahrt zu der Kapelle statt.
Eine vergrößerte Nachbildung der Kapelle entstand 1868 bis 1872 mit der Maria-Hilf-Kapelle im oberfränkischen Kleinziegenfeld.

## Baubeschreibung
Es handelt sich um einen einschiffigen Bau mit 5/8-Chorschluss. Die Kapelle steht auf einem Sockel aus Nagelfluh, die Außenmauern und Stützpfeiler sind aus gesägtem, unverputztem Tuffstein. Das Dach ist mit Schiefer gedeckt, an der Ostseite mit Dachreiter und vier kleinen Fenstern. Vor der Ostseite befindet sich ein zweiarmiger Treppenaufgang. Die Konsolen unter den Netzgewölbestreben sind als unterschiedliche Engelsköpfe aus Gips ausgeführt.

## Ausstattung
In den Altarnischen finden sich drei Figuren: Mittig eine Muttergottes mit Kind um 1500, an den Seiten die Heiligen Stephanus und Laurentius, entstanden Ende des 15. Jahrhunderts. Vermutlich stammen die beiden letzteren aus der 1804 abgebrochenen Kirche im Burghauser Stadtteil St. Johann. Der neugotische Hochaltar wurde von dem Burghauser Paul Horchler (1826–1886) erstellt. Die Fassung des Altars ist von Franz Xaver Schiegel (1831–1887), ebenfalls aus Burghausen.

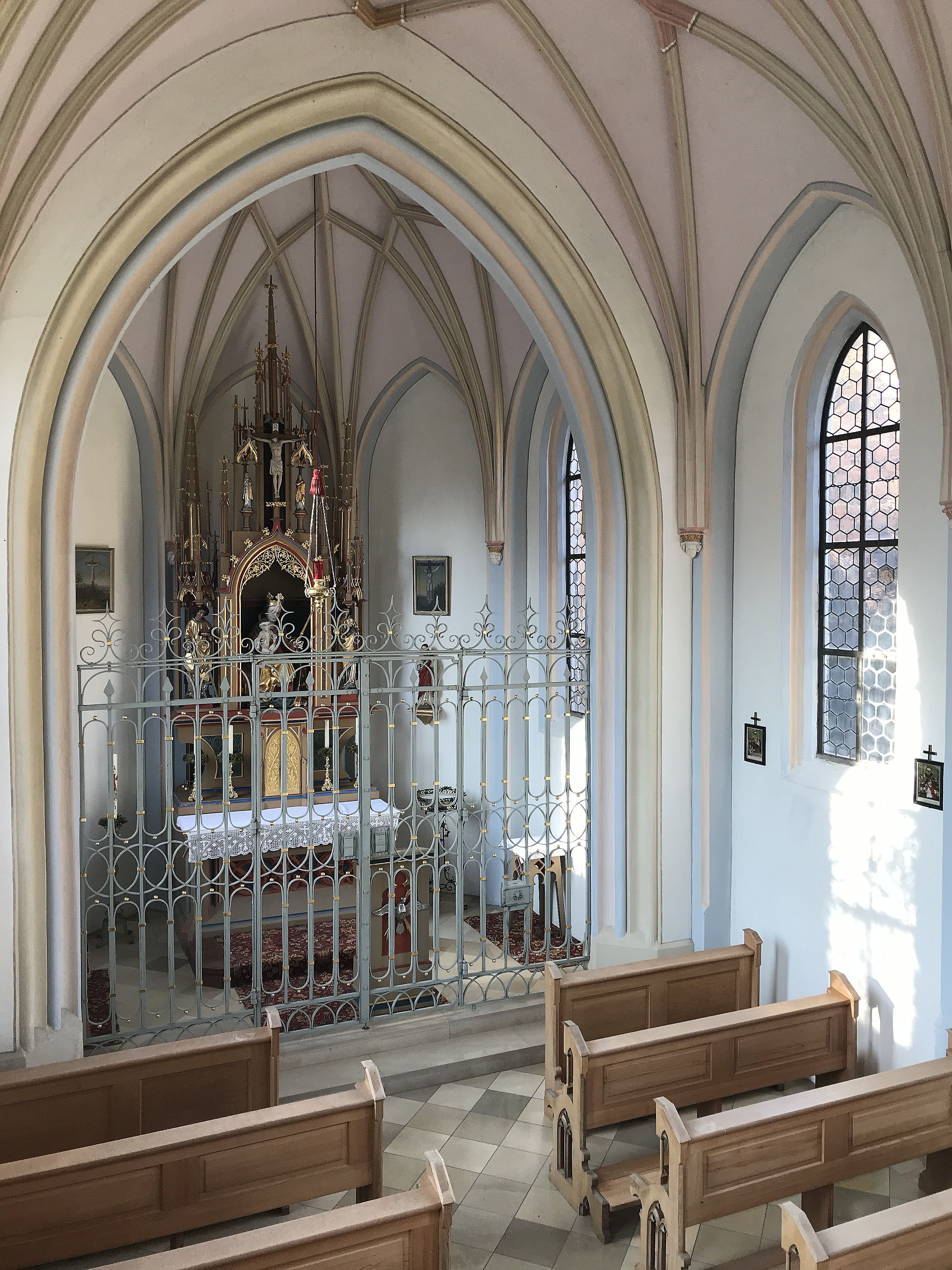
Inneres der Kapelle